# Mullsjö
Mullsjö – miejscowość (tätort) w Szwecji, w regionie administracyjnym (län) Jönköping, w gminie Mullsjö.
Według danych Szwedzkiego Urzędu Statystycznego liczba ludności wyniosła: 5584 (31 grudnia 2015), 5741 (31 grudnia 2018) i 5710 (31 grudnia 2019).